# Dragna-Familie
Die Dragna-Familie (Los Angeles Crime Family) ist eine italo-amerikanische Mafiafamilie der US-amerikanischen Cosa Nostra mit Hauptsitz in Los Angeles und Nebenstandorten in San Diego, Orange County und Riverside.

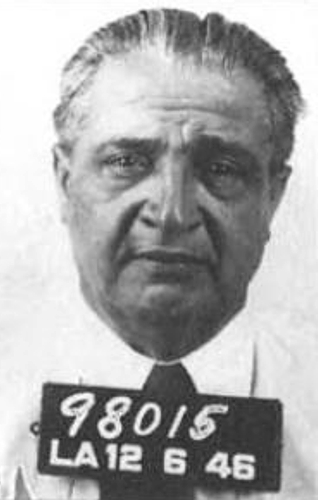
Jack Dragna - Mugshot

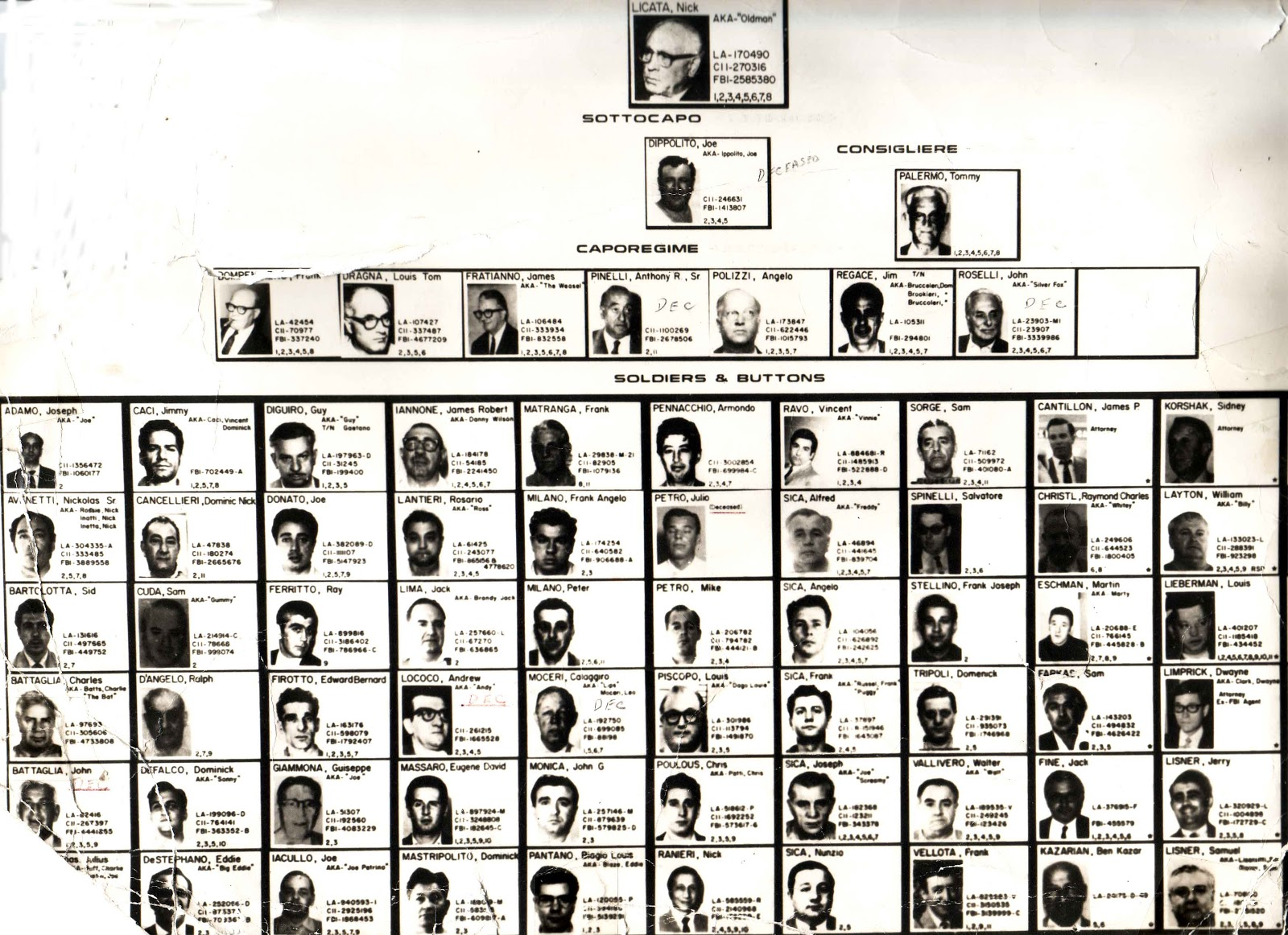
"Los Angeles Crime Family"-Chart (Late 1960s)

Seit ihrer Gründung im frühen 20. Jahrhundert hat sich die Organisation in ganz Südkalifornien verbreitet und wie die meisten Mafia-Familien in den Vereinigten Staaten den Großteil ihrer Macht durch Alkoholschmuggel während der Prohibition gewonnen. Die L. A.-Familie erreichte ihren Höhepunkt in den 1940er Jahren und Anfang der 1950er Jahre unter der Führung von Jack Dragna als Boss, der Sitz und Stimme in der sogenannten amerikanischen Mafia-Kommission hatte.
Die Quellen für eine Vielzahl von Informationen über die Geschichte der Familie beruhen auf dem Zeugnis des Pentito Aladena „Jimmy the Weasel“ Fratianno, der in den späten 1970er Jahren Regierungszeuge wurde und dessen Buch The Last Mafioso: The Treacherous World of Jimmy Fratianno.

## Geschichte

### Joseph Ardizzone
Wann Joseph Ardizzone Mitglied der La Cosa Nostra wurde, ist unbekannt. Gesichert ist nur, dass Ardizzone an die Spitze des organisierten Verbrechens kam, nachdem sich Rosario DeSimone aus unbekannten Gründen zurückgezogen hatte. Er organisierte während der Prohibition in den Vereinigten Staaten illegale Aktivitäten im Bereiche der Alkoholbeschaffung und des Vertriebs von diesem.
1931 wurde ein Attentat auf Joseph Ardizzone verübt, als er zusammen mit seinem Freund Jimmy Basile in einem Auto unterwegs war: Basile wurde tödlich getroffen, Ardizzone verletzt. Er ließ sich zu dem Haus von Leon DeSimone, dem Sohn seines Vorgängers Rosario DeSimone, bringen. Dort wurde er versorgt und in ein Krankenhaus gebracht, wo bald ein zweiter Anschlag auf ihn verübt wurde. Es ging das Gerücht um, er würde sich nun als Oberhaupt zurückziehen.
Es war offensichtlich, dass Ardizzone Gegner in der eigenen Familie hatte. Insbesondere Jack Dragna, der ausgezeichnete Verbindungen zu Lucky Luciano unterhielt. Am 15. Oktober 1931 befand er sich Ardizzone mit einem 1930er Ford Coupe mit dem Kennzeichen SRW7653 auf dem Weg zu seinem Cousin nach Etiwanda, einer Ortschaft von Rancho Cucamonga im südlichen Kalifornien und verschwand spurlos. Damit war er wohl Opfer einer Lupara bianca geworden. Sein Bruder Tom galt zwar als sein Consigliere; aber war weniger in die Aktivitäten der Familie verstrickt als dessen Sohn Louis Tom Dragna.

### Dragna Ära
Mit Dragna erhofften sich die führenden Familien der Ostküste größeren Einfluss an der Westküste der USA, da nach dem Ende der Prohibition verstärkt in das Glücksspiel investiert werden sollte. So wurden Spiele auf Schiffe verlegt, um dort vor Razzien sicher zu sein. In der Stadt Los Angeles beherrschte Dragna mit seiner Los-Angeles-Familie im Prinzip das illegale Glücksspiel. Das klassische Geschäft – wie u. a. Schutzgelderpressung – wurde weiterhin betrieben und es gab auch Aktivitäten im Drogenschmuggel; insbesondere mit Heroin. Es bestand eine enge Zusammenarbeiten mit Gangstern und Mobstern wie Girolamo „Momo“ Adamo und John Roselli vom Chicago Outfit.
Bugsy Siegel wurde an die Westküste geschickt, um Glücksspielaktivitäten zu organisieren. Auf direkte Anweisung Lucianos arbeitete deshalb Dragna eng mit Siegel zusammen. Als allerdings im Juni 1947 Siegel ermordet wurde, war Dragna nicht mehr bereit, eine ähnliche Dominanz durch Mickey Cohen – Bodyguard und Nachfolger von Siegel – zu akzeptieren. Auf Cohen wurden zahlreiche Mordanschläge verübt. Auch gegen andere Kosher Nostras wie Moe Sedway und Doc Stacher ging Dragna gewalttätig vor.

### Frank DeSimone
Nachdem 1956 Dragna als Oberhaupt nach einem Herzinfarkt verstorben war, kam es zu einer Abstimmung innerhalb der Familie und Frank A. DeSimone wurde der dritte gewählte Boss der Familie. Unter DeSimone schwand die Reputation und die Integrität der Familie; andere Mitglieder sahen seine Wahl als manipuliert an und schlossen sich direkt dem Chicago Outfit an, welches mittlerweile ohnehin eine dominierende Rolle an der Westküste der USA spielte. Deutlich wurde dies daran, dass – im Gegensatz zum verstorbenen Dragna – DeSimone nicht dessen Sitz im National Crime Syndicate erhielt, wenngleich er 1957 am Apalachin-Meeting teilnahm. Dadurch wurde seine Rolle als führender Mobster offengelegt.
Obwohl DeSimone einerseits 1965 vom Look Magazine als einer der nobelsten Gangster gelistet worden war, wurde andererseits die Familie als „The Mickey Mouse Mafia“ verspottet.

### Aufstieg von Licata
Der Mafiasoldat Nicolò Licata hatte stets gute Verbindungen zu Mafia-Familien in Detroit, Dallas, Kansas City und New Orleans. Als Dragna im Jahr 1956 starb und DeSimone der neue Boss der Familie wurde, wurde Licata zum neuen Consigliere ernannt. Als Underboss Simone Scozzari 1962 nach Italien abgeschoben wurde, wurde Licata neuer Unterboss. Als DeSimone 1967 an einem Herzinfarkt verstarb, wurde Licata das neue Oberhaupt der Familie und Joseph Charles Dippolito stieg zum neuen Underboss auf.
Das L.A.P.D. und F.B.I. ging hart gegen die organisierte Kriminalität in Los Angeles vor und obgleich Licata ein effizienterer Boss als DeSimone gewesen ist, wurden Mafia-Familien aus anderen Städten damit beauftragt, ihre Macht an der Westküste auszuweiten.
Licata starb – wie auch Underboss Dippolito – neun Monate nach dessen Tod durch einen Herzinfarkt. Seine Beerdigung wurde von circa 150 Menschen besucht und eine Zeitung beschrieb ihn als "einen wahren Pate in jeder Hinsicht".

### Machtwechsel und Verrat
Dominic Phillip Brooklier, der nach dem Tod von Dippolito zum neuen Underboss gewählt worden war, wurde 9 Monate später – nach dem Tod von Licata – zum neuen Boss der Familie gewählt.
Im Jahr 1975 ging Brooklier für 20 Monate in Haft und ernannte Jack Dragnas Neffen Louis Tom Dragna während dieser Zeit zum „acting boss“. Er akzeptierte unter der Bedingung, dass er sich diese Verantwortung mit Jimmy Fratianno teile und dieser den größten Teil der Verantwortung tragen würde. Fratianno sah so die Möglichkeit, der stetige Boss der Familie zu werden, auch wenn Brooklier aus dem Gefängnis entlassen würde. Brooklier kehrte im Oktober 1976, nach 16 Monaten aus dem Gefängnis zurück und degradierte nach einer Übergangszeit, Fratianno am 11. Februar 1977 wieder zum Soldat. Aufgrund dessen, dass Fratianno Brookliers Autorität während dessen Zeit in Haft in Frage stellte und er Angst hatte, dass dieser wieder versuche die Macht an sich zu reißen, gab Brooklier dessen Ermordung in Auftrag. Allerdings hatte Fratiano durch das F.B.I. von dem Auftrag erfahren und wurde zum Regierungszeugen nach dem dieses ihn unter Druck setzte.
1981 wurden führende Mitglieder der Familie, darunter auch Dominic Brooklier, auf Grundlage des RICO-Act zu langjährigen Haftstrafen verurteilt. Der Capo Peter John Milano rückte dadurch an die Spitze der Familie und agierte als „acting boss“ der inhaftierten Bosse. Als Brooklier 1984 starb, wurde er das neue Oberhaupt in Los Angeles und Bruder Carmen Joseph Milano – bis dahin als Anwalt tätig – sein Underboss.
Milano hatte stets gute Verbindungen zur Mafia in Cleveland, da seine Onkel Frank Milano und Anthony Milano Oberhäupter der Cleveland Crime Family waren.
1988 wurde Milano angeklagt und zu sechs Jahren verurteilt. Weitere Angeklagte waren sein Bruder Carmen, Charles Caci, Vinvent Caci, Stephan Cino, Albert Nunez und Rocco Zangari. Am 4. April 1991 wurde Milano auf Bewährung entlassen und konnte danach weitere Anklagen vermeiden.

## Historische Führung

### Oberhaupt der Familie
Nicht immer ist das Oberhaupt einer Familie so eindeutig zu identifizieren; insbesondere, wenn durch eine Haftstrafe ein anderes Familienmitglied in den Vordergrund rückt. Die Betrachtung von außen macht es nicht immer einfach, ein neues Oberhaupt als solches zu erkennen bzw. dessen genaue Amtszeit festzustellen. Außerdem scheint sich gewissermaßen ein Präsidialsystem durchzusetzen; d. h. das Oberhaupt verlagert seine Macht mehr auf einen sogenannten „acting boss“ und/oder „street boss“, die ihrerseits wiederum das Oberhaupt als solches weiter anerkennen, auch wenn es zum Beispiel in Haft sitzen sollte.
| Zeitraum   | Name                       | Spitzname           | Lebenszeit | Todesursache                    | Anmerkung                                      |
| ---------- | -------------------------- | ------------------- | ---------- | ------------------------------- | ---------------------------------------------- |
| 1905–1931  | Giuseppe Ernesto Ardizzone | Joseph the Iron Man | 1884–1931  | wurde Opfer einer Lupara bianca |                                                |
| 1931–1956  | Ignatius Dragna            | Jack                | 1891–1956  | Herzinfarkt                     |                                                |
| 1956–1967  | Frank A. DeSimone          | One Eye             | 1909–1967  | Herzinfarkt                     | Sohn von Rosario und Neffe von Thomas DeSimone |
| 1967–1974  | Nicolò Licata              | Nick the Old Man    | 1897–1974  | Herzinfarkt                     |                                                |
| 1974–1984  | Dominic Phillip Brooklier  |                     | 1914–1984  | Herzinfarkt                     | 1975–1976 und 1981–1984 inhaftiert             |
| 1984–2012  | Peter John Milano          |                     | 1925–2012  | natürlicher Tod                 | 1988–1991 inhaftiert                           |
| 2012-heute | Tommaso Gambino            | Tommy               | 1974-heute |                                 | Sohn von Rosario und Neffe von John Gambino    |

Acting Boss
- 1975–1975: Louis Tom Dragna; 1913–1993
- 1975–1977: Jimmy Fratianno; Spitzname: „Jimmy the Weasel“; 1920–2012; wurde Regierungszeuge
- 1981–1984: Peter John Milano; Spitzname: „Johnny“; 1925–2012; wurde 1984 Boss

### Underboss der Familie
Der Underboss ist die Nummer zwei in der Verbrecher-Familie, er ist der stellvertretende Direktor des Syndikats. Er sammelt Informationen für den Boss, gibt Befehle und Instruktionen an die Untergebenen weiter. In Abwesenheit des Bosses führt er die Organisation an.
| Zeitraum  | Name                      | Spitzname        | Lebenszeit | Todesursache    | Anmerkung                                      |
| --------- | ------------------------- | ---------------- | ---------- | --------------- | ---------------------------------------------- |
| 1925–1931 | Ignatius Dragna           | Jack             | 1891–1956  | Herzinfarkt     | wurde 1931 Boss                                |
| 1931–1956 | Girolomo Adamo            | Momo             | 1895–1956  | Selbstmord      | von Frank DeSimone abgesetzt                   |
| 1956–1962 | Simone Scozzari           | Sam              | 1900–????  |                 | wurde 1962 ausgewiesen                         |
| 1962–1967 | Nicolò Licata             | Nick the Old Man | 1897–1974  | Herzinfarkt     | wurde 1967 Boss                                |
| 1967–1974 | Joseph Charles Dippolito  | Joe Dip          | 1914–1974  | Herzinfarkt     |                                                |
| 1974–1974 | Dominic Phillip Brooklier |                  | 1914–1984  | Herzinfarkt     | wurde 1974 Boss                                |
| 1974–1979 | Samuel Orlando Sciortino  |                  | 1919–1983  | natürlicher Tod | 1981–1983 inhaftiert                           |
| 1984–2006 | Carmen Joseph Milano      |                  | 1929–2006  | Herzstillstand  | 2000–2002 inhaftiert / Bruder von Peter Milano |
| 2006–2012 | Tommaso Gambino           | Tommy            | 1974-heute |                 | wurde 2012 Boss                                |

### Consigliere der Familie
Auf derselben Ebene wie der Underboss steht der Consigliere, der Berater der kriminellen Familie. Es handelt sich meist um ein älteres Mitglied der Familie, das in seiner kriminellen Karriere die Stellung des Bosses nicht erreicht und sich nun teilweise von der aktiven kriminellen Tätigkeit zurückgezogen hat. Er berät den Boss und den Underboss und hat dadurch einen beträchtlichen Einfluss und erhebliche Macht.
| Zeitraum  | Name              | Spitzname        | Lebenszeit | Todesursache        | Anmerkung                                      |
| --------- | ----------------- | ---------------- | ---------- | ------------------- | ---------------------------------------------- |
| 1931–1956 | Gaetano Dragna    | Tom              | 1889–1977  | natürlicher Tod     | Bruder von Jack und Vater von Louis Tom Dragna |
| 1956–1962 | Nicolò Licata     | Nick the Old Man | 1897–1974  | Herzinfarkt         | wurde 1962 Underboss                           |
| 1962–1975 | Thomas Palermo    | Tommy            |            |                     |                                                |
| 1975–1977 | Frank Bompensiero | Bomp             | 1905–1977  | am 10. Februar 1977 | Auftraggeber: Dominic Brooklier                |
| 1977–1982 | Giacomo LoCicero  | Jack             | 1913–1988  | natürlicher Tod     |                                                |

## Filme und Dokumentationen
- 1991: Bugsy; Film über Film die letzten zehn Jahre von Bugsy Siegel. Jack Dragna wird gespielt von Richard C. Sarafian.
- 2013: Gangster Squad; Film über die Gangster Squad unit und ihren Kampf gegen Mickey Cohen. Jack Dragna wird gespielt von Jon Polito.
- 2013: Mob City; Serie über das L.A.P.D. und Mobster der 1940er Jahre in Los Angeles. Jack Dragna wird gespielt von Paul Ben-Victor.